# Wuestneia
Wuestneia es un género de hongos en la familia Melanconidaceae.